# English Football League One 2024-25
La English Football League One 2024-25, también llamada Sky BET League One por razones de patrocinio, fue la novena temporada bajo el nombre de English Football League y la vigésimo tercera edición de la Football League One desde su fundación en 2004. Un total de 24 equipos disputaron la liga, incluyendo 17 equipos de la temporada anterior, tres relegados de la Championship 2023-24 y cuatro promovidos de la League Two 2023-24.

## Ascensos y descensos
| Pos.  | de EFL One a EFL Championship |
| ----- | ----------------------------- |
| 1.º   | Portsmouth                    |
| 2.º   | Derby County                  |
| Prom. | Oxford United                 |

| Pos. | de EFL Championship a EFL One |
| ---- | ----------------------------- |
| 22.º | Birmingham City               |
| 23.º | Huddersfield Town             |
| 24.º | Rotherham United              |

| Pos.  | de EFL Two a EFL One |
| ----- | -------------------- |
| 1.º   | Stockport County     |
| 2.º   | Wrexham              |
| 3.°   | Mansfield Town       |
| Prom. | Crawley Town         |

| Pos. | de EFL One a EFL Two |
| ---- | -------------------- |
| 21.º | Cheltenham Town      |
| 22.º | Fleetwood Town       |
| 23.º | Port Vale            |
| 24.º | Carlisle United      |

## Información
| Equipo              | Entrenador        | Capitán              | Proveedor | Patrocinador                                                               |
| ------------------- | ----------------- | -------------------- | --------- | -------------------------------------------------------------------------- |
| Barnsley            | Conor Hourihane   | Liam Kitching        | Puma      | US Mobile                                                                  |
| Birmingham City     | Chris Davies      | John Ruddy           | Nike      | Undefeated                                                                 |
| Blackpool           | Steve Bruce       | Oliver Norburn       | Puma      | Utilita                                                                    |
| Bolton Wanderers    | Steven Schumacher | Ricardo Santos       | Macron    | Victorian Plumbing                                                         |
| Bristol Rovers      | Iñigo Calderón    | Sam Finley           | Macron    | Utilita                                                                    |
| Burton Albion       | Gary Bowyer       | John Brayford        | TAG       | KIA Burton                                                                 |
| Cambridge United    | Neil Harris       | TBA                  | Umbro     | BrewBoard Cambrigde                                                        |
| Charlton Athletic   | Nathan Jones      | George Dobson        | Castore   | RSK Group (local) University of Greenwich (Visitante)                      |
| Crawley Town        | Scott Lindsey     | Ben Gladwin          | Adidas    | Rentokil Initial                                                           |
| Exeter City         | Gary Caldwell     | Pierce Sweeney       | Adidas    | HEL Performance                                                            |
| Huddersfield Town   | Michael Duff      | Jonathan Hogg        | Umbro     | Utilita                                                                    |
| Leyton Orient       | Richie Wellens    | Darren Pratley       | Puma      | Eastdil Secured                                                            |
| Lincoln City        | Michael Skubala   | TBA                  | Oxen      | Branston(Local) University of Lincoln (Visitante)                          |
| Mansfield Town      | Nigel Clough      | Aden Flint           | Castore   | One Call Insurance (Local) OCL Solicitors (Visitante) BeeNoticed (Tercera) |
| Northampton Town    | Kevin Nolan       | Jon Guthrie          | Puma      | University of Northampton                                                  |
| Peterborough United | Darren Ferguson   | Jonson Clarke-Harris | Puma      | Mick George Group                                                          |
| Reading             | Noel Hunt         | Andy Yiadom          | Macron    | Select Car Leasing                                                         |
| Rotherham United    | Matt Hamshaw      | Sean Morrison        | Puma      | Bluebell Wood Children's Hospice                                           |
| Shrewsbury Town     | Michael Appleton  | Luke Leahy           | Umbro     | Morris Property (Local) Shropshire Homes (Visitante)                       |
| Stevenage           | Alex Revell       | Carl Piergianni      | Macron    | Xsolla                                                                     |
| Stockport County    | Dave Challinor    | TBA                  | Puma      | VITA Group                                                                 |
| Wigan Athletic      | Ryan Lowe         | Josh Magennis        | Puma      | Smurfit Westrock                                                           |
| Wrexham             | Phil Parkinson    | TBA                  | Macron    | United Airlines                                                            |
| Wycombe Wanderers   | Mike Dodds        | Joe Jacobson         | Hummel    | Origins                                                                    |

## Cambios de entrenadores
| Equipo            | Entrenador                 | Tipo de salida            | Fecha de salida          | Posición     | Entrenador        | Fecha de entrada        |
| ----------------- | -------------------------- | ------------------------- | ------------------------ | ------------ | ----------------- | ----------------------- |
| Barnsley          | Martin Devaney             | Fin de interinato         | 7 de mayo de 2024        | Pretemporada | Darrell Clarke    | 23 de mayo de 2024      |
| Birmingham City   | Gary Rowett                | Fin de interinato         | 7 de mayo de 2024        | Pretemporada | Tony Mowbray      | 7 de mayo de 2024       |
| Huddersfield Town | André Breitenreiter        | Mutuo acuerdo             | 10 de mayo de 2024       | Pretemporada | Michael Duff      | 13 de mayo de 2024      |
| Birmingham City   | Tony Mowbray               | Destitución               | 21 de mayo de 2024       | Pretemporada | Chris Davies      | 6 de junio de 2024      |
| Burton Albion     | Martin Paterson            | Fin de contrato           | 31 de mayo de 2024       | Pretemporada | Mark Robinson     | 4 de junio de 2024      |
| Blackpool         | Neil Critchley (1 - 2)     | Destitución               | 21 de agosto de 2024     | 23.º         | Steve Bruce       | 3 de septiembre de 2024 |
| Crawley Town      | Scott Lindsey (1 - 7)      | Contratado por MK Dons    | 24 de septiembre de 2024 | 16.º         | Rob Elliot        | 1 de octubre de 2024    |
| Burton Albion     | Mark Robinson (1 - 13)     | Destitución               | 23 de octubre de 2024    | 24.º         | Gary Bowyer       | 17 de diciembre de 2024 |
| Shrewsbury Town   | Paul Hurst (1 - 14)        | Destitución               | 3 de noviembre de 2024   | 23.º         | Gareth Ainsworth  | 12 de noviembre de 2024 |
| Northampton Town  | Jon Brady (1 - 18)         | Dimisión                  | 5 de diciembre de 2024   | 21.º         | Kevin Nolan       | 23 de diciembre de 2024 |
| Reading           | Rubén Sellés (1 - 18)      | Contratado por Hull City  | 5 de diciembre de 2024   | 6.º          | Noel Hunt         | 6 de diciembre de 2024  |
| Bristol Rovers    | Matt Taylor (1 - 20)       | Destitución               | 16 de diciembre de 2024  | 20.º         | Iñigo Calderón    | 26 de diciembre de 2024 |
| Wycombe Wanderers | Matt Bloomfield (1 - 26)   | Contratado por Luton Town | 14 de enero de 2025      | 2.º          | Mike Dodds        | 2 de febrero de 2025    |
| Bolton Wanderers  | Ian Evatt (1 - 27)         | Destitución               | 22 de enero de 2025      | 9.º          | Steven Schumacher | 30 de enero de 2025     |
| Cambridge United  | Garry Monk (1 - 32)        | Destitución               | 16 de febrero de 2025    | 24.º         | Neil Harris       | 19 de febrero de 2025   |
| Wigan Athletic    | Shaun Maloney (1 - 34)     | Destitución               | 2 de marzo de 2025       | 15.º         | Ryan Lowe         | 11 de marzo de 2025     |
| Huddersfield Town | Michael Duff (1 - 35)      | Destitución               | 9 de marzo de 2025       | 6.º          | Jon Worthington   | 9 de marzo de 2025      |
| Barnsley          | Darrell Clarke (1 - 36)    | Destitución               | 12 de marzo de 2025      | 10.º         | Conor Hourihane   | 12 de marzo de 2025     |
| Crawley Town      | Rob Elliot (8 - 36)        | Destitución               | 19 de marzo de 2025      | 22.º         | Scott Lindsey     | 21 de marzo de 2025     |
| Shrewsbury Town   | Gareth Ainsworth (16 - 38) | Contratado por Gillingham | 25 de marzo de 2025      | 24.º         | Michael Appleton  | 26 de marzo de 2025     |
| Rotherham United  | Steve Evans (1 - 39)       | Destitución               | 30 de marzo de 2025      | 14.º         | Matt Hamshaw      | 14 de abril de 2025     |

## Localización

#### Condados de Inglaterra
| Condado                     | N.º | Equipos                                             |
| --------------------------- | --- | --------------------------------------------------- |
| Gran Mánchester             | 3   | Bolton Wanderers, Stockport County y Wigan Athletic |
| Cambridgeshire              | 2   | Cambridge United y Peterborough United              |
| Gran Londres                | 2   | Charlton Athletic y Leyton Orient                   |
| Yorkshire del Sur           | 2   | Barnsley y Rotherham United                         |
| Berkshire                   | 1   | Reading                                             |
| Bristol                     | 1   | Bristol Rovers                                      |
| Buckinghamshire             | 1   | Wycombe Wanderers                                   |
| Devon                       | 1   | Exeter City                                         |
| Hertfordshire               | 1   | Stevenage                                           |
| Lancashire                  | 1   | Blackpool                                           |
| Lincolnshire                | 1   | Lincoln City                                        |
| Northamptonshire            | 1   | Northampton Town                                    |
| Nottinghamshire             | 1   | Mansfield Town                                      |
| Shropshire                  | 1   | Shrewsbury Town                                     |
| Staffordshire               | 1   | Burton Albion                                       |
| Sussex del Oeste            | 1   | Crawley Town                                        |
| Tierras Medias Occidentales | 1   | Birmingham City                                     |
| Yorkshire del Oeste         | 1   | Huddersfield Town                                   |

#### Condados preservados de Gales
| Condado | N.º | Equipos |
| ------- | --- | ------- |
| Clwyd   | 1   | Wrexham |

## Clasificación
Los dos primeros equipos de la clasificación ascendieron directamente a la EFL Championship 2025-26, los clubes ubicados del tercer al sexto puesto disputaron un play-off para determinar un tercer ascenso. Por otro lado, los 4 últimos equipos de la clasificación, descendieron directamente a la EFL League Two.
| Pos. | Equipo                 | Pts. | PJ | G  | E  | P  | GF | GC | Dif. | Clasificación 2025-26          |
| ---- | ---------------------- | ---- | -- | -- | -- | -- | -- | -- | ---- | ------------------------------ |
| 1    | Birmingham City (A, C) | 111  | 46 | 34 | 9  | 3  | 84 | 31 | +53  | Ascenso a la EFL Championship. |
| 2    | Wrexham (A)            | 92   | 46 | 27 | 11 | 8  | 67 | 34 | +33  | Ascenso a la EFL Championship. |
| 3    | Stockport County       | 87   | 46 | 25 | 12 | 9  | 72 | 42 | +30  | Ascenso a la EFL Championship  |
| 4    | Charlton Athletic (A)  | 85   | 46 | 25 | 10 | 11 | 67 | 43 | +24  | Ascenso a la EFL Championship  |
| 5    | Wycombe Wanderers      | 84   | 46 | 24 | 12 | 10 | 70 | 45 | +25  | Ascenso a la EFL Championship  |
| 6    | Leyton Orient          | 78   | 46 | 24 | 6  | 16 | 72 | 48 | +24  | Ascenso a la EFL Championship  |
| 7    | Reading                | 75   | 46 | 21 | 12 | 13 | 68 | 57 | +11  |                                |
| 8    | Bolton Wanderers       | 68   | 46 | 20 | 8  | 18 | 67 | 70 | −3   |                                |
| 9    | Blackpool              | 67   | 46 | 17 | 16 | 13 | 72 | 60 | +12  |                                |
| 10   | Huddersfield Town      | 64   | 46 | 19 | 7  | 20 | 58 | 55 | +3   |                                |
| 11   | Lincoln City           | 61   | 46 | 16 | 13 | 17 | 64 | 56 | +8   |                                |
| 12   | Barnsley               | 61   | 46 | 17 | 10 | 19 | 69 | 73 | −4   |                                |
| 13   | Rotherham United       | 59   | 46 | 16 | 11 | 19 | 54 | 59 | −5   |                                |
| 14   | Stevenage              | 57   | 46 | 15 | 12 | 19 | 42 | 50 | −8   |                                |
| 15   | Wigan Athletic         | 56   | 46 | 13 | 17 | 16 | 40 | 42 | −2   |                                |
| 16   | Exeter City            | 56   | 46 | 15 | 11 | 20 | 49 | 65 | −16  |                                |
| 17   | Mansfield Town         | 54   | 46 | 15 | 9  | 22 | 60 | 73 | −13  |                                |
| 18   | Peterborough United    | 51   | 46 | 13 | 12 | 21 | 68 | 81 | −13  |                                |
| 19   | Northampton Town       | 51   | 46 | 12 | 15 | 19 | 48 | 66 | −18  |                                |
| 20   | Burton Albion          | 47   | 46 | 11 | 14 | 21 | 49 | 66 | −17  |                                |
| 21   | Crawley Town (D)       | 46   | 46 | 12 | 10 | 24 | 57 | 83 | −26  | Descenso a la EFL League Two.  |
| 22   | Bristol Rovers (D)     | 43   | 46 | 12 | 7  | 27 | 44 | 76 | −32  | Descenso a la EFL League Two.  |
| 23   | Cambridge United (D)   | 38   | 46 | 9  | 11 | 26 | 45 | 73 | −28  | Descenso a la EFL League Two.  |
| 24   | Shrewsbury Town (D)    | 33   | 46 | 8  | 9  | 29 | 41 | 79 | −38  | Descenso a la EFL League Two.  |

Actualizado a los partidos jugados el 3 de mayo de 2025.
 Fuente: EFL

## Resultados
| Local \ Visitante   | BAR | BIR | BLA | BOL | BRR | BUR | CAM | CHA | CRA | EXE | HUD | LEY | LCI | MAN | NHT | PET | REA | ROT | SHR | STE | STO | WIG | WRX | WYC |
| ------------------- | --- | --- | --- | --- | --- | --- | --- | --- | --- | --- | --- | --- | --- | --- | --- | --- | --- | --- | --- | --- | --- | --- | --- | --- |
| Barnsley            | —   | 1–2 | 0–3 | 4–1 | 2–1 | 0–0 | 1–1 | 2–2 | 3–0 | 1–2 | 1–2 | 0–4 | 4–3 | 1–2 | 2–2 | 1–1 | 2–2 | 2–0 | 1–2 | 0–1 | 1–1 | 0–1 | 2–1 | 2–2 |
| Birmingham City     | 6–2 | —   | 0–0 | 2–0 | 2–0 | 2–0 | 4–0 | 1–0 | 0–0 | 1–0 | 1–0 | 2–0 | 1–0 | 4–0 | 1–1 | 3–2 | 1–1 | 2–1 | 4–1 | 2–1 | 2–0 | 2–1 | 3–1 | 1–0 |
| Blackpool           | 1–2 | 0–2 | —   | 2–1 | 4–1 | 3–0 | 2–1 | 2–2 | 3–1 | 2–1 | 2–2 | 1–2 | 1–1 | 3–3 | 0–0 | 0–0 | 3–0 | 0–0 | 1–1 | 0–0 | 0–3 | 2–2 | 1–2 | 2–2 |
| Bolton Wanderers    | 1–2 | 3–1 | 2–1 | —   | 1–0 | 2–1 | 2–2 | 1–2 | 4–3 | 0–2 | 0–4 | 2–1 | 3–0 | 3–1 | 3–1 | 1–0 | 5–2 | 0–1 | 2–2 | 1–1 | 0–1 | 0–2 | 0–0 | 0–2 |
| Bristol Rovers      | 3–1 | 1–2 | 0–2 | 3–2 | —   | 3–1 | 2–0 | 3–2 | 0–0 | 1–2 | 1–0 | 2–3 | 1–1 | 1–2 | 1–0 | 3–1 | 0–2 | 2–3 | 1–0 | 0–1 | 1–1 | 0–4 | 1–1 | 1–2 |
| Burton Albion       | 1–2 | 1–2 | 1–1 | 1–2 | 1–3 | —   | 2–1 | 0–1 | 0–0 | 1–2 | 3–0 | 2–1 | 2–3 | 1–1 | 0–1 | 2–2 | 3–2 | 4–2 | 2–0 | 0–0 | 0–3 | 1–1 | 0–1 | 2–3 |
| Cambridge United    | 1–1 | 1–2 | 4–4 | 1–1 | 0–1 | 1–0 | —   | 0–1 | 0–1 | 0–1 | 0–4 | 1–2 | 0–2 | 3–2 | 1–1 | 0–1 | 1–3 | 0–1 | 4–1 | 0–1 | 2–0 | 2–0 | 2–2 | 1–1 |
| Charlton Athletic   | 1–0 | 1–0 | 1–2 | 2–0 | 2–0 | 3–1 | 2–1 | —   | 1–2 | 3–0 | 4–0 | 1–0 | 2–2 | 0–0 | 2–1 | 2–1 | 0–0 | 1–1 | 1–0 | 2–0 | 1–1 | 2–1 | 2–2 | 2–1 |
| Crawley Town        | 0–3 | 0–1 | 2–1 | 0–2 | 1–0 | 1–1 | 0–2 | 0–1 | —   | 3–1 | 2–2 | 1–3 | 3–0 | 0–2 | 3–0 | 3–4 | 1–1 | 1–0 | 3–5 | 3–1 | 1–1 | 1–1 | 1–2 | 1–1 |
| Exeter City         | 1–2 | 0–2 | 1–3 | 1–2 | 3–1 | 0–0 | 1–0 | 1–0 | 4–4 | —   | 3–1 | 2–6 | 0–0 | 2–0 | 1–1 | 1–2 | 1–2 | 1–0 | 2–0 | 2–0 | 0–2 | 1–1 | 0–2 | 2–2 |
| Huddersfield Town   | 2–0 | 0–1 | 0–2 | 0–1 | 3–1 | 1–1 | 1–2 | 2–1 | 5–1 | 2–0 | —   | 1–4 | 2–2 | 2–1 | 1–3 | 0–1 | 0–0 | 0–0 | 1–0 | 2–1 | 1–0 | 1–0 | 0–1 | 0–1 |
| Leyton Orient       | 4–3 | 1–2 | 3–0 | 1–2 | 3–0 | 0–0 | 2–0 | 1–2 | 3–0 | 0–1 | 0–2 | —   | 3–2 | 3–0 | 1–2 | 2–2 | 2–0 | 1–0 | 1–0 | 1–0 | 0–1 | 0–0 | 0–0 | 1–0 |
| Lincoln City        | 1–2 | 1–3 | 0–1 | 4–2 | 5–0 | 0–1 | 1–1 | 0–0 | 4–1 | 0–0 | 1–0 | 2–1 | —   | 4–1 | 2–1 | 5–1 | 2–0 | 0–1 | 1–1 | 0–0 | 2–1 | 0–0 | 0–2 | 2–3 |
| Mansfield Town      | 2–1 | 1–1 | 2–0 | 2–1 | 0–1 | 3–3 | 2–1 | 1–2 | 1–4 | 3–0 | 1–2 | 2–3 | 0–3 | —   | 0–1 | 4–2 | 1–5 | 1–0 | 2–1 | 0–1 | 1–1 | 0–0 | 1–2 | 1–2 |
| Northampton Town    | 1–2 | 1–1 | 0–2 | 2–4 | 2–1 | 0–0 | 0–0 | 0–5 | 3–0 | 2–1 | 3–2 | 1–0 | 0–1 | 0–2 | —   | 2–1 | 0–0 | 0–2 | 4–1 | 0–0 | 1–1 | 1–1 | 0–2 | 1–2 |
| Peterborough United | 1–3 | 1–2 | 5–1 | 1–1 | 3–2 | 0–1 | 6–1 | 3–0 | 4–3 | 1–1 | 0–2 | 0–0 | 1–1 | 0–3 | 0–4 | —   | 1–2 | 3–3 | 3–1 | 2–1 | 1–1 | 1–0 | 0–2 | 1–1 |
| Reading             | 2–4 | 0–0 | 0–3 | 1–0 | 1–0 | 3–1 | 3–0 | 2–0 | 4–1 | 0–0 | 2–1 | 0–1 | 0–1 | 2–1 | 4–1 | 3–1 | —   | 2–1 | 1–1 | 1–1 | 1–3 | 2–0 | 2–0 | 1–0 |
| Rotherham United    | 0–1 | 0–2 | 2–1 | 3–1 | 0–0 | 2–2 | 2–1 | 4–2 | 0–4 | 1–1 | 2–1 | 1–0 | 2–1 | 3–3 | 3–0 | 2–1 | 2–1 | —   | 1–2 | 2–0 | 1–1 | 0–1 | 0–1 | 2–3 |
| Shrewsbury Town     | 0–2 | 3–2 | 1–2 | 2–3 | 0–0 | 0–2 | 0–1 | 0–1 | 1–2 | 0–2 | 0–1 | 3–0 | 1–0 | 2–1 | 1–1 | 1–4 | 1–3 | 1–1 | —   | 0–1 | 0–2 | 0–1 | 2–1 | 1–4 |
| Stevenage           | 3–0 | 0–1 | 1–3 | 1–4 | 3–0 | 0–1 | 0–2 | 1–0 | 3–1 | 4–1 | 1–2 | 0–0 | 0–1 | 1–1 | 2–0 | 1–1 | 1–1 | 1–1 | 1–0 | —   | 2–1 | 1–2 | 1–0 | 0–3 |
| Stockport County    | 2–1 | 1–1 | 2–1 | 5–0 | 2–0 | 2–1 | 2–0 | 0–0 | 2–0 | 2–0 | 2–1 | 1–4 | 3–2 | 1–2 | 1–1 | 2–1 | 4–1 | 3–1 | 1–0 | 3–0 | —   | 0–0 | 1–0 | 0–5 |
| Wigan Athletic      | 1–1 | 0–3 | 1–1 | 0–1 | 2–0 | 1–2 | 1–0 | 0–1 | 1–0 | 0–0 | 2–1 | 0–2 | 1–1 | 1–2 | 2–1 | 3–0 | 1–2 | 1–0 | 2–2 | 0–0 | 0–2 | —   | 0–0 | 0–1 |
| Wrexham             | 1–0 | 1–1 | 2–1 | 0–0 | 1–1 | 3–0 | 2–2 | 3–0 | 2–1 | 3–0 | 0–0 | 1–2 | 1–0 | 1–0 | 4–1 | 1–0 | 3–0 | 1–0 | 3–0 | 2–3 | 1–0 | 2–1 | —   | 3–2 |
| Wycombe Wanderers   | 2–1 | 2–3 | 1–1 | 0–0 | 2–0 | 2–0 | 2–1 | 0–4 | 1–0 | 2–1 | 0–1 | 3–0 | 1–0 | 1–0 | 0–0 | 3–1 | 1–1 | 2–0 | 0–0 | 1–0 | 1–3 | 0–0 | 0–1 | —   |

## Play-Offs
Los horarios corresponden al huso horario de verano británico (UTC+1).

### Cuadro
|  | Semifinales | Semifinales        | Semifinales | Semifinales   | Semifinales |   |   | Final             | Final | Final |  |
|  |             |                    |             |               |             |   |   |                   |       |       |  |
|  |             |                    |             |               |             |   |   |                   |       |       |  |
|  | 4           | Charlton Athletic  | 0           | 1             | 1           |   |   |                   |       |       |  |
|  | 4           | Charlton Athletic  | 0           | 1             | 1           |   |   |                   |       |       |  |
|  | 5           | Wycombe Wanderers  | 0           | 0             | 0           |   |   |                   |       |       |  |
|  | 5           | Wycombe Wanderers  | 0           | 0             | 0           |   | 4 | Charlton Athletic | 1     |       |  |
|  |             |                    |             |               |             |   | 4 | Charlton Athletic | 1     |       |  |
|  |             |                    | 6           | Leyton Orient | 0           |   |   |                   |       |       |  |
|  | 3           | Stockport County   | 6           | Leyton Orient | 0           | 2 | 1 | 3 (1)             |       |       |  |
|  | 3           | Stockport County   |             |               |             | 2 | 1 | 3 (1)             |       |       |  |
|  | 6           | Leyton Orient (p.) | 2           | 1             | 3 (4)       |   |   |                   |       |       |  |
|  | 6           | Leyton Orient (p.) | 2           | 1             | 3 (4)       |   |   |                   |       |       |  |
|  |             |                    |             |               |             |   |   |                   |       |       |  |

### Semifinales
| Ida; 10 de mayo de 2025 | Leyton Orient   | 2:2 (1:0) | Stockport County           | The Breyer Group Stadium, Leyton                      |                                                       |
| 12:30                   | Kelman 30', 88' | Reporte   | Norwood 60' · Horsfall 65' | Asistencia: 8571 espectadores Árbitro(s): Ben Speedie | Asistencia: 8571 espectadores Árbitro(s): Ben Speedie |

| Vuelta; 14 de mayo de 2025 | Stockport County          | 1:1 (1:1, 0:1) (t. s.)(1:4 p.)(Global 3:3) | Leyton Orient                       | Edgeley Park, Stockport                                |                                                        |
| 20:00                      | Olaofe 74'                | Reporte                                    | O'Neill 3'                          | Asistencia: 10 592 espectadores Árbitro(s): James Bell | Asistencia: 10 592 espectadores Árbitro(s): James Bell |
|                            |                           | Tiros desde el punto penal                 |                                     |                                                        |                                                        |
|                            | Norwood · Diamond · Rydel |                                            | James · Clare · Abdulai · Galbraith |                                                        |                                                        |

| Ida; 11 de mayo de 2025 | Wycombe Wanderers | 0:0     | Charlton Athletic | Adams Park, High Wycombe                               |                                                        |
| 18:30                   |                   | Reporte |                   | Asistencia: 6585 espectadores Árbitro(s): Farai Hallam | Asistencia: 6585 espectadores Árbitro(s): Farai Hallam |

| Vuelta; 15 de mayo de 2025 | Charlton Athletic | 1:0 (0:0) (Global 1:0) | Wycombe Wanderers | The Valley, Charlton                                        |                                                             |
| 20:00                      | Godden 81'        | Reporte                |                   | Asistencia: 25 722 espectadores Árbitro(s): Dean Whitestone | Asistencia: 25 722 espectadores Árbitro(s): Dean Whitestone |

### Final
| 25 de mayo de 2025 | Charlton Athletic | 1:0 (1:0) | Leyton Orient | Wembley, Londres                                           |                                                            |
| 13:01              | Gilleshey 31'     | Reporte   |               | Asistencia: 76 193 espectadores Árbitro(s): Andrew Kitchen | Asistencia: 76 193 espectadores Árbitro(s): Andrew Kitchen |

|  | v.s |

## Máximos goleadores
- Actualizado el 3 de mayo de 2025.[56]

| Pos. | Jugador            | Club                         | Goles | Part. | Prom. |
| ---- | ------------------ | ---------------------------- | ----- | ----- | ----- |
| 1    | Charlie Kelman     | Leyton Orient                | 21    | 46    | 0.46  |
| 2    | Jay Stansfield     | Birmingham City              | 19    | 37    | 0.51  |
| 3    | Matt Godden        | Charlton Athletic            | 18    | 41    | 0.44  |
| =    | Richard Kone       | Wycombe Wanderers            | 18    | 41    | 0.44  |
| 5    | Sam Smith          | Reading Wrexham              | 18    | 43    | 0.42  |
| 6    | Davis Keillor-Dunn | Burton Albion Mansfield Town | 18    | 45    | 0.4   |
| 7    | Alfie May          | Birmingham City              | 16    | 44    | 0.36  |
| 8    | Louie Barry        | Stockport County             | 15    | 23    | 0.65  |
| 9    | Will Evans         | Mansfield Town               | 14    | 40    | 0.35  |
| 10   | Harvey Knibbs      | Reading                      | 14    | 43    | 0.33  |
| =    | Sam Nombe          | Rotherham United             | 14    | 43    | 0.33  |